# (5590) 1990 VA
Az (5590) 1990 VA egy földközeli kisbolygó. A Spacewatch projekt keretében fedezték fel 1990. november 9-én.